# در زنجیر (فیلم ۲۰۱۰)
«در زنجیر» (فرانسوی: Captifs‎) فیلمی در ژانر ترسناک است که در سال ۲۰۱۰ منتشر شد. از بازیگران آن می‌توان به خونسرد اشاره کرد.